# 吉列尔莫·阿罗
吉列爾莫·阿罗·巴拉萨（西班牙語：Guillermo Haro Barraza，西班牙語發音：[ɡiˈʝeɾmo ˈaɾo βaˈrasa]，1913年3月21日—1988年4月26日），生於墨西哥市，墨西哥天文學家。赫比格-哈羅天體的發現人之一。

## 生平

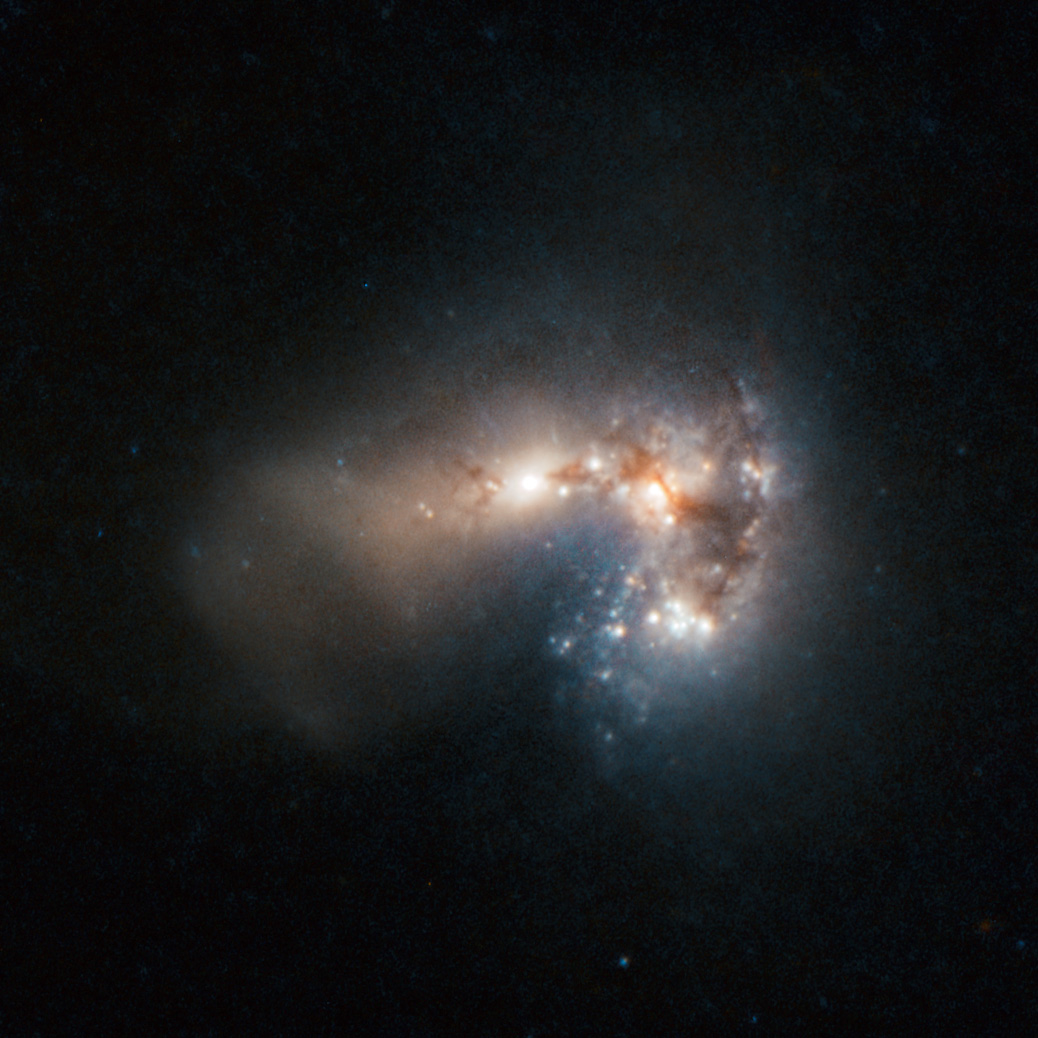
Haro 11 內的恆星誕生狀況。影像來自歐洲南方天文台的甚大望远镜和NASA/ESA的 哈伯太空望遠鏡。

阿罗生於墨西哥市，童年經歷了墨西哥革命。他在墨西哥國立自治大學主修哲學。後來他對天文學感興趣並且因為他的熱情，1943年他被托蘭特辛特拉天文台雇用成為助理。為了增進天文訓練，他在1944年到美國哈佛大學天文台學習。
1945年他返回墨西哥重新回到托蘭特辛特拉天文台工作，他負責操作新設立的24到31吋望遠鏡，其中有施密特攝星儀。而他也開始研究極紅或極藍的恆星。1947年他進入墨西哥國立自治大學的塔庫巴亞天文台工作。
阿罗致力於觀測天文學，尤其是使用托蘭特辛特拉施密特攝星儀進行許多觀測。他發現了大量位於銀河系中心的行星狀星雲。另外他也和喬治·赫比格各自獨立發現靠近最近的恆星形成區域附近的非恆星聚集高密度雲氣，也就是現在所稱的赫比格-哈羅天體。阿罗和他的合作者發現了獵戶座星雲區域內的耀星和之後發現不同年齡恆星的聚集。他發現耀星的劇烈活動會持續到星體生命終結。
阿罗參與的其他研究還包含了列出8746顆北銀極方向的藍色恆星，並與威廉·雅各·魯坦一起在1961年出版。他還應用了帕洛马山天文台的48吋施密特攝星儀三色影像技術在托蘭特辛特拉天文台上。而他發現的天體至少有50個竟是類星體（1961年尚未宣布發現類星體）。阿罗在1956年公布了44個藍色星系列表，成為亞美尼亞天文學家班傑明·馬卡良和其他搜尋這類星系研究人員的前置作業。阿罗也發現了多個金牛T星、一個超新星、超過十個新星和一個彗星。
阿罗對於墨西哥天文發展有極大的影響力；不只是憑藉他個人的天文研究，同時也促進新的天文機構發展。更重要的是他在墨西哥定義了現代天文學研究，推動了不同方面的初始研究和建立一般性科學政策。

## 家庭
1968年他和墨西哥記者埃琳娜·波尼亞托夫斯卡（波蘭貴族、法國元帥約澤夫·波尼亞托夫斯基後代）結婚，育有三名子女 Emmanuel、Felipe、和 Paula。

## 外部連結
- Guillermo Haro Observatory（页面存档备份，存于）  In Spanish.
- Guillermo Haro International Astrophysics Program（页面存档备份，存于）